# 南島 (東京都)
南島（みなみじま）は、東京都・小笠原諸島の父島列島の一部をなす島。

## 概要
父島の南西にある無人島。第三紀由来の典型的な沈水カルスト地形がみられる。かつては常緑低木が生い茂っていたが、ヤギの食害により所々に地面が露出した現在の姿になった。植生回復のため昭和40年代にヤギが駆除され、2003年（平成15年）からは自然保護の観点により観光客の入島に際してルールが定められた（「入島方法」参照）。

### 沈水カルスト地形

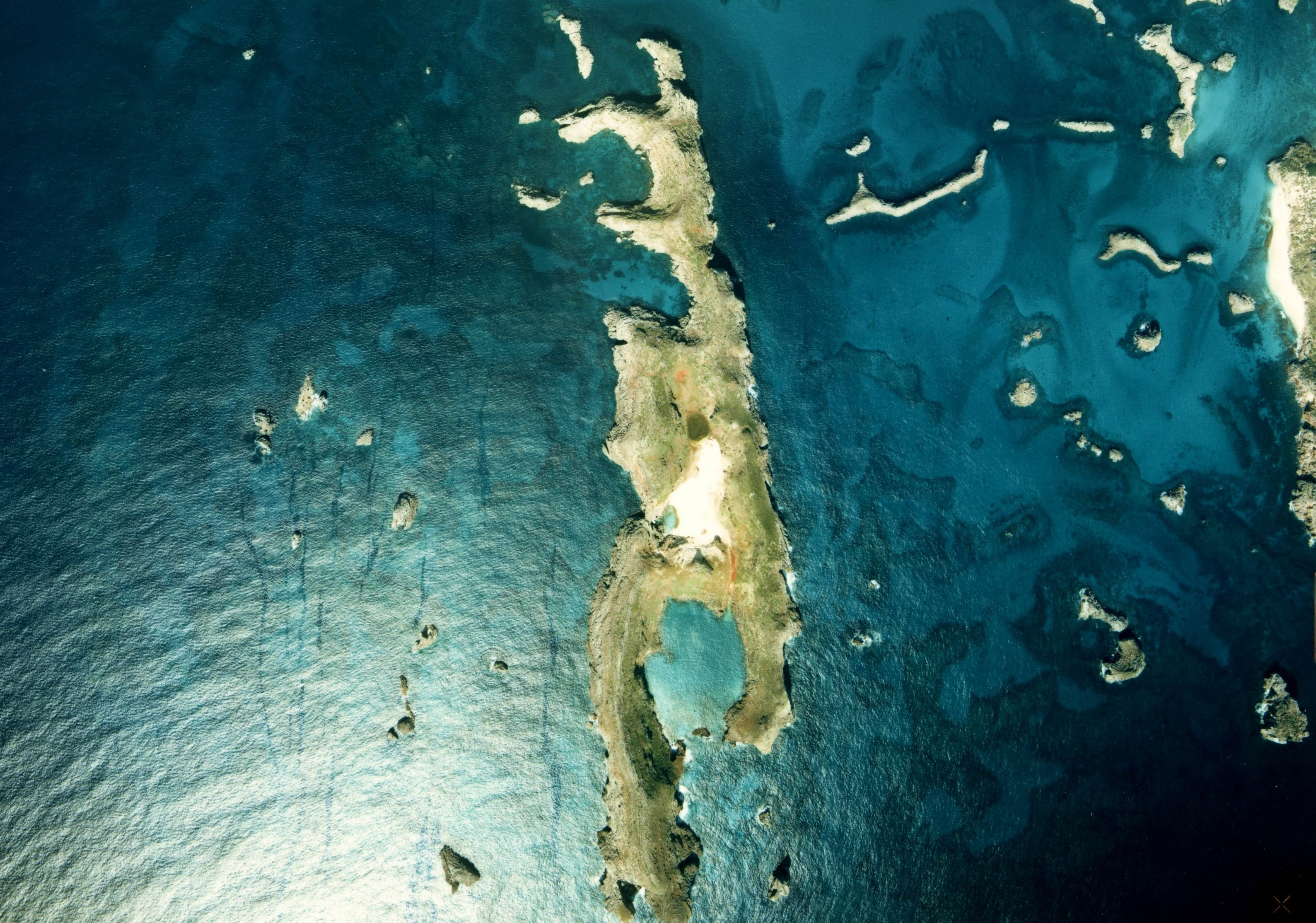
南島沈水カルスト地形の空中写真（1978年）

氷期の海水面が下がっていた時期に形成されたカルスト地形が、海水面上昇によって冠水したもので、2008年3月28日に「小笠原南島の沈水カルスト地形」の名称で国の天然記念物に指定された。
日本国内では他に、沖縄県宮古諸島の下地島にある通り池などに見られる。
- 南島の扇池にある洞門

## 入島方法
島には桟橋など港はない。船で島南側の大きな入り江（鮫池）に乗り入れて舳先から島に降り立つか、西側の小さな入り江（扇池）よりカヤックまたは泳いで上陸する。
個人での入島は制限されており、東京都自然ガイドが同行するツアーに参加することになる。上陸に際しては、陸貝を食害するプラナリアの卵など外来動植物を持ち込まないよう靴を海水で洗い流す。定められたルート以外は立ち入り禁止、1日あたりの入島人数は100人まで、滞在は2時間以内。11月から翌年2月にかけて植生保護のため上陸禁止期間が設けられる（年末年始を除く）。また島の物を持ち出すことはできない。

## 動植物
- ヒロベソカタマイマイ - 約1000年前に絶滅したが、島内に多数の半化石が残っている。法律で化石の持ち出しは禁止されている。

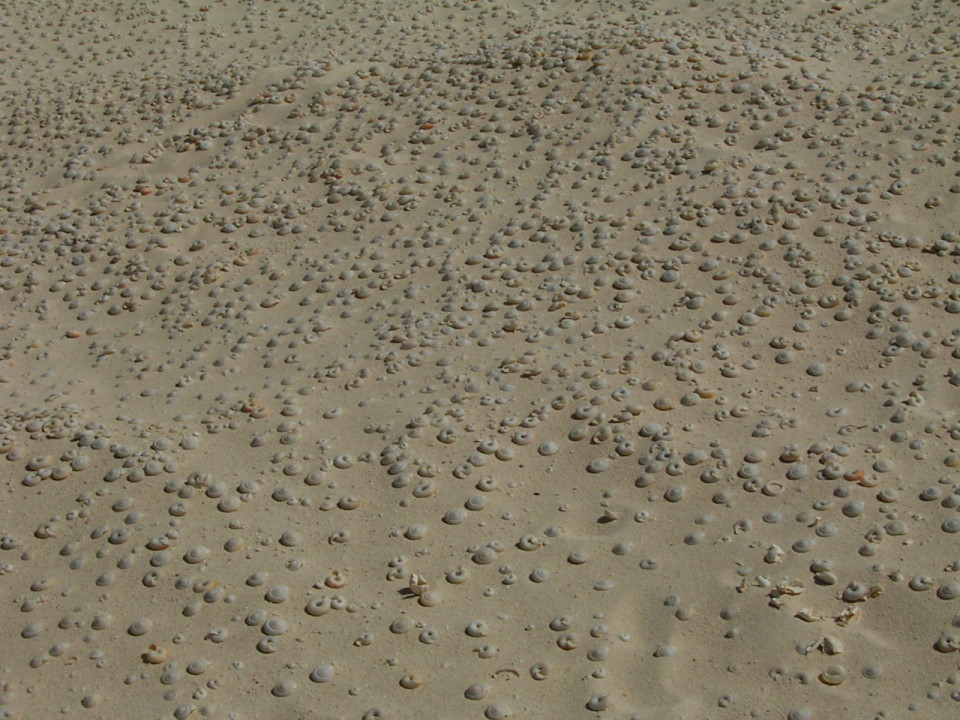
ヒロベソカタマイマイの半化石（2006年3月）

- アオウミガメ - 産卵地の一つ。